# Zak Spears
Zak Spears, pseudonimo di Khristofor Lawl Rossianov (Chicago, 15 gennaio 1965), è un attore pornografico statunitense.

## Biografia
Nato a Chicago nell'Illinois, di origini russe e tedesche, viene scoperto dal regista Chi Chi LaRue in un bar gay di Minneapolis, inizia la sua carriera nella pornografia gay nel 1993 partecipando nel corso degli anni a oltre 50 film. Diviene noto per la sua fisicità massiccia e mascolina, il suo corpo villoso e per i suoi rumorosi orgasmi. Ad inizio carriera pesava 86 kg, presentando un fisico tonico muscoloso, nel corso degli anni ha raggiunto il peso di 107 kg. Spears ha due piercing, uno sul capezzolo e uno sul glande, inoltre ha diversi tatuaggi, sulla spalla destra ha il simbolo dell'Unione sovietica, mentre sulla natica sinistra ha tatuato un orso che esegue sollevamento pesi.
Il suo nome d'arte deriva dalla combinazione del nome del personaggio della serie televisiva Bayside School, Zack Morris, e dal cognome del pornodivo eterosessuale Randy Spears, che il regista Chi Chi LaRue, data la somiglianza, disse sembrare suo fratello maggiore.
Spears nel corso della sua carriera ha lavorato per le più importanti case di produzioni statunitensi, come i COLT Studios e i Falcon Studios, esibendosi come versatile, sia in ruoli attivi e passivi, aggiudicandosi molti premi e nomination. Spears si ritirò nel 1996, restando fermo per alcuni anni, attualmente lavora come personal trainer e come barista a Silver Lake, a Los Angeles, in un locale chiamato "The Faultline".
Dal 2004 è tornato a lavorare saltuariamente in alcune produzioni pornografiche sia in ruoli sessuali e non sessuali. Sempre nel 2004 lavora nei film hard  Buckleroos: Part I e  Buckleroos: Part II, dove si esibisce in una scena con il porno attore italiano Carlo Masi, ma riceve un GayVN Awards per un suo ruolo non sessuale. Nel 2001 è stato inserito nella "Wall of Fame" come leggenda della pornografia gay.
Zak Spears ha lavorato anche per il cinema tradizionale, è apparso nel film di Gregg Araki Doom Generation, venendo accreditato come Khristofor Rossianov, e nella commedia nera Forgiving the Franklins, venendo accreditato come Khris Scaramanga.

## Premi
- Hall of Fame
- GayVN Awards 1993 - Miglior esordiente
- GayVN Awards 1993 - Miglior attore di supporto per Total Corruption
- GayVN Awards 2002 - Miglior attore per The Joint
- GayVN Awards 2005 - Miglior performance non sessuale per Buckleroos: Part I
- AVN Awards 1994 - Miglior esordiente
- AVN Awards 1994 - Miglior attore di supporto per Total Corruption
- Wall of Fame
- Adult Erotic Gay Video Awards 1994 - Miglior esordiente
- Adult Erotic Gay Video Awards 1995 - Miglior attore
- Adult Erotic Gay Video Awards 2005 - Miglior scena di sesso per Bolt (con Johnny Hazzard)
- Adult Erotic Gay Video Awards 2005 - Miglior performance non sessuale per Buckleroos: Part I
- Probe/Men in Video Awards - Porn Legend 1997
- Dave Awards 1994 - Miglior scena di sesso, orgia in The Wild Ones
- JRL Gay Film Awards 2010 - Best Bear Top Performer of the Year[3]

## Filmografia
| - Abduction 2: Conflict (1993) - Abduction 3: Redemption (1993) - Ace In The Hole (1993) - Backstage Pass (1994) - Boot Black (1994) - The Coach's Boys (1993) - Too Damn Big (1993) - On The Mark (1993) - Total Corruption (1993) - Model Behavior (1993) - Hologram (1993) - Home Grown (1993) - House Rules (1993) - Come And Get It! (1994) - Double Vision (1994) - CD Ram: Sex Star Interactive (1994) - The Fluffer (1994) - The Getaway (1994) - Handball Marathon Part I (1994) - Handjobs 3 (1993) - Hard Body (1994) - Hard Execs (1994) - License To Thrill (1994) - The Look Of A Man (1994) - Night Watch (1994) - Oral Fixation (1994) - Posing Strap* HIS Video (1994) - Rags To Riches (1994) - Ring O' Fire (1994) | - Secret Sex (1994) - Secret Sex 2: The Sex Radicals (1994) - Sex Crimes (1994) - Slave To Cock (1994) - Solicitor (1994) - Summer Fever (1994) - Sunsex Boulevard (1993) - Supermodels Of The Advocate Men (1994) - These Bases Are Loaded II (1994) - Too Big To Handle (1994) - Under Wraps (1994) - Wild Ones (1994) - All About Steve (1995) - Pump It Up (1995) - Doom Generation (1995) - Chet Thomas: Director's Best (1996) - Absolutely Everybody (2000) - Zak Spears - The Journey Back (2000) - Zak Spears - The Joint Men (2001) - Hard Cops (2004) - Zak Attack (2004) - Buckleroos: Part I (2004) - Buckleroos: Part II (2004) - Bolt (2004) - Hard Cops 2 (2005) - Wide Strokes (2005) - Forgiving the Franklins (2006) - Raw 2 (2006) - The Lair – serie TV, 5 episodi (2009) |